# Tom van de Looi
Tom van de Looi (Breda, 2 luglio 1999) è un calciatore olandese, centrocampista del Famalicão.

## Caratteristiche tecniche
Destro di piede, ma abile anche con il sinistro, è un centrocampista centrale abile nella costruzione del gioco. Non disdegna la conclusione a rete quando ne ha l'occasione.

## Carriera

### Club
Cresciuto nelle giovanili del Groningen, ha esordito in prima squadra il 21 gennaio 2018 in un match pareggiato 1-1 contro il Willem II.
Il 14 agosto 2019, viene ceduto in prestito al N.E.C., nella Eerste Divisie.
Il 14 settembre 2020, viene acquistato a titolo definitivo dal Brescia, in Serie B. Esordisce con le Rondinelle il 26 settembre, nel pareggio casalingo contro l'Ascoli. Il 12 dicembre seguente, mette a segno la sua prima rete, aprendo le marcature nel successo per 3-1 contro la Salernitana. Lascia ufficialmente il club al termine della stagione 2023-2024, alla scadenza naturale del proprio contratto; ha collezionato in tutto 136 presenze e sette reti con il club lombardo.
Il 20 giugno 2024, viene annunciato il suo ingaggio a parametro zero da parte del Famalicão, nella massima serie portoghese, con cui firma un contratto triennale, valido a partire dal 1º luglio seguente.

### Nazionale
Ha giocato con le nazionali giovanili olandesi Under-17, Under-18, Under-19 ed Under-20.

## Statistiche

### Presenze e reti nei club
Statistiche aggiornate al 16 maggio 2025.
| Stagione              | Squadra               | Campionato            | Campionato | Campionato | Coppe nazionali | Coppe nazionali | Coppe nazionali | Coppe continentali | Coppe continentali | Coppe continentali | Altre coppe | Altre coppe | Altre coppe | Totale | Totale | Totale |
| Stagione              | Squadra               | Comp                  | Pres       | Reti       | Comp            | Pres            | Reti            | Comp               | Pres               | Reti               | Comp        | Pres        | Reti        | Pres   | Reti   |        |
| --------------------- | --------------------- | --------------------- | ---------- | ---------- | --------------- | --------------- | --------------- | ------------------ | ------------------ | ------------------ | ----------- | ----------- | ----------- | ------ | ------ | ------ |
| 2017-2018             | Jong Groningen        | DD                    | 12         | 1          | -               | -               | -               | -                  | -                  | -                  | -           | -           | -           | 12     | 1      |        |
| 2018-2019             | Jong Groningen        | DD                    | 5          | 0          | -               | -               | -               | -                  | -                  | -                  | -           | -           | -           | 5      | 0      |        |
| Totale Jong Groningen | Totale Jong Groningen | Totale Jong Groningen | 17         | 1          |                 | -               | -               |                    | -                  | -                  |             | -           | -           | 17     | 1      |        |
| 2017-2018             | Groningen             | ED                    | 16         | 0          | CO              | 0               | 0               | -                  | -                  | -                  | -           | -           | -           | 16     | 0      |        |
| 2018-2019             | Groningen             | ED                    | 17+1       | 0          | CO              | 1               | 0               | -                  | -                  | -                  | -           | -           | -           | 19     | 0      |        |
| Totale Groningen      | Totale Groningen      | Totale Groningen      | 33+1       | 0          |                 | 1               | 0               |                    | -                  | -                  |             | -           | -           | 35     | 0      |        |
| 2019-2020             | N.E.C.                | EE                    | 19         | 1          | CO              | 0               | 0               | -                  | -                  | -                  | -           | -           | -           | 19     | 1      |        |
| 2020-2021             | Brescia               | B                     | 34+1       | 2          | CI              | 0               | 0               | -                  | -                  | -                  | -           | -           | -           | 35     | 2      |        |
| 2021-2022             | Brescia               | B                     | 30+3       | 3          | CI              | 1               | 1               | -                  | -                  | -                  | -           | -           | -           | 34     | 4      |        |
| 2022-2023             | Brescia               | B                     | 32+2       | 1          | CI              | 2               | 0               | -                  | -                  | -                  | -           | -           | -           | 36     | 1      |        |
| 2023-2024             | Brescia               | B                     | 30+1       | 0          | -               | -               | -               | -                  | -                  | -                  | -           | -           | -           | 31     | 0      |        |
| Totale Brescia        | Totale Brescia        | Totale Brescia        | 126+7      | 6          |                 | 3               | 1               |                    | -                  | -                  |             | -           | -           | 136    | 7      |        |
| 2024-2025             | Famalicão             | PL                    | 27         | 0          | CP+CdL          | 2+0             | 0               | -                  | -                  | -                  | -           | -           | -           | 29     | 0      |        |
| Totale carriera       | Totale carriera       | Totale carriera       | 230        | 8          |                 | 6               | 1               |                    | -                  | -                  |             | -           | -           | 236    | 9      |        |